# Sitolubanua (Lahomi)
Sitolubanua is een bestuurslaag in het regentschap Nias Barat van de provincie Noord-Sumatra, Indonesië. Sitolubanua telt 1127 inwoners (volkstelling 2010).